# Ratva soo
Ratva soo är ett träsk i Estland.   Det ligger i landskapet Ida-Virumaa, i den östra delen av landet, 140 km öster om huvudstaden Tallinn.